# Mandas
Mandas (sardinsky: Màndas) je italská obec (comune) v provincii Sud Sardegna v regionu Sardinie. Nachází se ve výšce 457 metrů nad mořem a má přibližně 2 000 obyvatel. Rozloha obce je 45,02 km².